# Cahaya Negeri (Semendawai Suku III)
Cahaya Negeri is een bestuurslaag in het regentschap Ogan Komering Ulu van de provincie Zuid-Sumatra, Indonesië. Cahaya Negeri telt 1473 inwoners (volkstelling 2010).